# Mark James Klepaski
Mark James Klepaski (Wilkes-Barre, 11 settembre 1972) è un bassista statunitense.
Mark fu il primo a prendere la decisione di lasciare i Lifer per seguire Ben Burnley ed entrare a far parte insieme ad Aaron Fink nei Breaking Benjamin.
Mark è anche noto per essere il fondatore della linea di vestiti Ke'Kuhn.

## Strumentazione
- Warwick a 5 corde
- Music Man
- Music Man Sterling
- All Washburn acustico